# Bergmyrtjärnen (Bräcke socken, Jämtland)
Bergmyrtjärnen är en sjö i Bräcke kommun i Jämtland och ingår i Ljungans huvudavrinningsområde.